# Intertoto-Cup 1989
Der 23. Intertoto-Cup wurde im Jahr 1989 ausgespielt. Das Turnier wurde mit 44 Mannschaften ausgerichtet.

## Gruppenphase

### Gruppe 1
| Pl. | Verein        | Sp. | S | U | N | Tore    | Diff. | Punkte |
| --- | ------------- | --- | - | - | - | ------- | ----- | ------ |
| 1.  | FC Luzern     | 6   | 4 | 1 | 1 | 014:500 | +9    | 09:30  |
| 2.  | Karlsruher SC | 6   | 4 | 1 | 1 | 014:900 | +5    | 09:30  |
| 3.  | RFC Lüttich   | 6   | 0 | 3 | 3 | 001:700 | −6    | 03:90  |
| 4.  | FC Den Bosch  | 6   | 1 | 1 | 4 | 006:140 | −8    | 03:90  |

|               | Schweiz | Deutschland Bundesrepublik | Belgien | Niederlande |
| ------------- | ------- | -------------------------- | ------- | ----------- |
| FC Luzern     |         | 2:0                        | 2:0     | 5:0         |
| Karlsruher SC | 4:2     |                            | 3:0     | 3:2         |
| RFC Lüttich   | 0:0     | 1:1                        |         | 0:0         |
| FC Den Bosch  | 1:3     | 2:3                        | 1:0     |             |

### Gruppe 2
| Pl. | Verein            | Sp. | S | U | N | Tore    | Diff. | Punkte |
| --- | ----------------- | --- | - | - | - | ------- | ----- | ------ |
| 1.  | Boldklubben 1903  | 6   | 4 | 1 | 1 | 015:800 | +7    | 09:30  |
| 2.  | Malmö FF          | 6   | 2 | 3 | 1 | 008:800 | ±0    | 07:50  |
| 3.  | TJ Plastika Nitra | 6   | 1 | 3 | 2 | 007:800 | −1    | 05:70  |
| 4.  | Hansa Rostock     | 6   | 0 | 3 | 3 | 007:130 | −6    | 03:90  |

|                   | Danemark | Schweden | Tschechoslowakei | Deutschland Demokratische Republik 1949 |
| ----------------- | -------- | -------- | ---------------- | --------------------------------------- |
| Boldklubben 1903  |          | 3:1      | 3:1              | 2:0                                     |
| Malmö FF          | 2:1      |          | 0:0              | 2:1                                     |
| TJ Plastika Nitra | 1:3      | 1:1      |                  | 3:0                                     |
| Hansa Rostock     | 3:3      | 2:2      | 1:1              |                                         |

### Gruppe 3
| Pl. | Verein                 | Sp. | S | U | N | Tore    | Diff. | Punkte |
| --- | ---------------------- | --- | - | - | - | ------- | ----- | ------ |
| 1.  | FC Swarovski Tirol     | 6   | 4 | 1 | 1 | 015:500 | +10   | 09:30  |
| 2.  | Váci Izzó MTE          | 6   | 2 | 3 | 1 | 003:200 | +1    | 07:50  |
| 3.  | FC Etar Veliko Tarnovo | 6   | 1 | 3 | 2 | 003:700 | −4    | 05:70  |
| 4.  | AC Bellinzona          | 6   | 0 | 3 | 3 | 005:120 | −7    | 03:90  |

|                        | Osterreich | Ungarn | Bulgarien 1971 | Schweiz |
| ---------------------- | ---------- | ------ | -------------- | ------- |
| FC Swarovski Tirol     |            | 1:0    | 4:0            | 4:0     |
| Váci Izzó MTE          | 0:0        |        | 1:0            | 1:0     |
| FC Etar Veliko Tarnovo | 2:1        | 0:0    |                | 0:0     |
| AC Bellinzona          | 3:5        | 1:1    | 1:1            |         |

### Gruppe 4
| Pl. | Verein                  | Sp. | S | U | N | Tore    | Diff. | Punkte |
| --- | ----------------------- | --- | - | - | - | ------- | ----- | ------ |
| 1.  | Grasshopper Club Zürich | 6   | 3 | 1 | 2 | 014:120 | +2    | 07:50  |
| 2.  | Győri ETO FC            | 6   | 3 | 1 | 2 | 010:800 | +2    | 07:50  |
| 3.  | FC Admira/Wacker        | 6   | 2 | 1 | 3 | 015:170 | −2    | 05:70  |
| 4.  | Brøndby IF              | 6   | 2 | 1 | 3 | 011:130 | −2    | 05:70  |

|                         | Schweiz | Ungarn | Osterreich | Danemark |
| ----------------------- | ------- | ------ | ---------- | -------- |
| Grasshopper Club Zürich |         | 2:1    | 4:3        | 3:4      |
| Győri ETO FC            | 1:0     |        | 5:0        | 1:0      |
| FC Admira/Wacker        | 2:2     | 5:1    |            | 5:0      |
| Brøndby IF              | 1:3     | 1:1    | 5:0        |          |

### Gruppe 5
| Pl. | Verein                   | Sp. | S | U | N | Tore    | Diff. | Punkte |
| --- | ------------------------ | --- | - | - | - | ------- | ----- | ------ |
| 1.  | Tatabányai Bányász SC    | 6   | 2 | 4 | 0 | 011:700 | +4    | 08:40  |
| 2.  | 1. FC Lokomotive Leipzig | 6   | 2 | 3 | 1 | 010:800 | +2    | 07:50  |
| 3.  | IFK Göteborg             | 6   | 2 | 1 | 3 | 011:140 | −3    | 05:70  |
| 4.  | Lyngby BK                | 6   | 1 | 2 | 3 | 008:110 | −3    | 04:80  |

|                          | Ungarn | Deutschland Demokratische Republik 1949 | Schweden | Danemark |
| ------------------------ | ------ | --------------------------------------- | -------- | -------- |
| Tatabányai Bányász SC    |        | 0:0                                     | 5:3      | 3:1      |
| 1. FC Lokomotive Leipzig | 0:0    |                                         | 2:1      | 3:0      |
| IFK Göteborg             | 3:3    | 3:1                                     |          | 1:0      |
| Lyngby BK                | 0:0    | 4:4                                     | 3:0      |          |

### Gruppe 6
| Pl. | Verein              | Sp. | S | U | N | Tore    | Diff. | Punkte |
| --- | ------------------- | --- | - | - | - | ------- | ----- | ------ |
| 1.  | Næstved IF          | 6   | 2 | 3 | 1 | 013:900 | +4    | 07:50  |
| 2.  | Stuttgarter Kickers | 6   | 1 | 5 | 0 | 005:400 | +1    | 07:50  |
| 3.  | FKS Stal Mielec     | 6   | 2 | 3 | 1 | 009:100 | −1    | 07:50  |
| 4.  | Djurgårdens IF      | 6   | 1 | 1 | 4 | 004:800 | −4    | 03:90  |

|                     | Danemark | Deutschland Bundesrepublik | Polen | Schweden |
| ------------------- | -------- | -------------------------- | ----- | -------- |
| Næstved IF          |          | 1:1                        | 7:2   | 0:2      |
| Stuttgarter Kickers | 2:2      |                            | 1:1   | 0:0      |
| FKS Stal Mielec     | 1:1      | 0:0                        |       | 1:0      |
| Djurgårdens IF      | 1:2      | 0:1                        | 1:4   |          |

### Gruppe 7
| Pl. | Verein             | Sp. | S | U | N | Tore    | Diff. | Punkte |
| --- | ------------------ | --- | - | - | - | ------- | ----- | ------ |
| 1.  | Örebro SK          | 6   | 5 | 0 | 1 | 016:500 | +11   | 10:20  |
| 2.  | Slavia Prag        | 6   | 3 | 0 | 3 | 011:100 | +1    | 06:60  |
| 3.  | FC Wettingen       | 6   | 2 | 0 | 4 | 009:130 | −4    | 04:80  |
| 4.  | Siófoki Bányász SE | 6   | 2 | 0 | 4 | 007:150 | −8    | 04:80  |

|                    | Schweden | Tschechoslowakei | Schweiz | Ungarn |
| ------------------ | -------- | ---------------- | ------- | ------ |
| Örebro SK          |          | 2:0              | 4:1     | 1:2    |
| Slavia Prag        | 0:4      |                  | 4:0     | 4:1    |
| FC Wettingen       | 1:2      | 1:2              |         | 3:1    |
| Siófoki Bányász SE | 1:3      | 2:1              | 0:3     |        |

### Gruppe 8
| Pl. | Verein              | Sp. | S | U | N | Tore    | Diff. | Punkte |
| --- | ------------------- | --- | - | - | - | ------- | ----- | ------ |
| 1.  | Sparta Prag         | 6   | 4 | 2 | 0 | 013:400 | +9    | 10:20  |
| 2.  | Wisła Krakau        | 6   | 2 | 2 | 2 | 011:120 | −1    | 06:60  |
| 3.  | Hapoel Petach Tikwa | 6   | 2 | 1 | 3 | 009:110 | −2    | 05:70  |
| 4.  | Beitar Jerusalem    | 6   | 1 | 1 | 4 | 007:130 | −6    | 03:90  |

|                     | Tschechoslowakei | Polen | Israel | Israel |
| ------------------- | ---------------- | ----- | ------ | ------ |
| Sparta Prag         |                  | 3:0   | 3:0    | 2:0    |
| Wisła Krakau        | 3:3              |       | 0:3    | 4:0    |
| Hapoel Petach Tikwa | 1:1              | 1:2   |        | 1:3    |
| Beitar Jerusalem    | 0:1              | 2:2   | 2:3    |        |

### Gruppe 9
| Pl. | Verein               | Sp. | S | U | N | Tore    | Diff. | Punkte |
| --- | -------------------- | --- | - | - | - | ------- | ----- | ------ |
| 1.  | TJ Baník Ostrava OKD | 6   | 3 | 2 | 1 | 008:600 | +2    | 08:40  |
| 2.  | Vejle BK             | 6   | 2 | 3 | 1 | 011:110 | ±0    | 07:50  |
| 3.  | Grazer AK            | 6   | 1 | 3 | 2 | 008:700 | +1    | 05:70  |
| 4.  | Hannover 96          | 6   | 1 | 2 | 3 | 011:140 | −3    | 04:80  |

|                      | Tschechoslowakei | Danemark | Osterreich | Deutschland Bundesrepublik |
| -------------------- | ---------------- | -------- | ---------- | -------------------------- |
| TJ Baník Ostrava OKD |                  | 3:0      | 1:0        | 2:1                        |
| Vejle BK             | 1:1              |          | 1:1        | 5:4                        |
| Grazer AK            | 3:0              | 1:1      |            | 1:2                        |
| Hannover 96          | 1:1              | 1:3      | 2:2        |                            |

### Gruppe 10
| Pl. | Verein         | Sp. | S | U | N | Tore    | Diff. | Punkte |
| --- | -------------- | --- | - | - | - | ------- | ----- | ------ |
| 1.  | Örgryte IS     | 6   | 5 | 0 | 1 | 010:300 | +7    | 10:20  |
| 2.  | Rapid Bukarest | 6   | 3 | 0 | 3 | 013:120 | +1    | 06:60  |
| 3.  | BSG Wismut Aue | 6   | 2 | 0 | 4 | 010:120 | −2    | 04:80  |
| 4.  | Spartak Warna  | 6   | 2 | 0 | 4 | 010:160 | −6    | 04:80  |

|                | Schweden | Rumänien 1965 | Deutschland Demokratische Republik 1949 | Ungarn |
| -------------- | -------- | ------------- | --------------------------------------- | ------ |
| Örgryte IS     |          | 2:0           | 2:0                                     | 2:0    |
| Rapid Bukarest | 3:1      |               | 2:1                                     | 5:2    |
| BSG Wismut Aue | 0:1      | 3:2           |                                         | 3:1    |
| Spartak Warna  | 0:2      | 3:1           | 4:3                                     |        |

### Gruppe 11
| Pl. | Verein               | Sp. | S | U | N | Tore    | Diff. | Punkte |
| --- | -------------------- | --- | - | - | - | ------- | ----- | ------ |
| 1.  | 1. FC Kaiserslautern | 6   | 3 | 2 | 1 | 011:800 | +3    | 08:40  |
| 2.  | First Vienna FC 1894 | 6   | 3 | 1 | 2 | 013:110 | +2    | 07:50  |
| 3.  | RKC Waalwijk         | 6   | 2 | 2 | 2 | 011:110 | ±0    | 06:60  |
| 4.  | FC Carl Zeiss Jena   | 6   | 1 | 1 | 4 | 006:110 | −5    | 03:90  |

|                      | Deutschland Bundesrepublik | Osterreich | Niederlande | Deutschland Demokratische Republik 1949 |
| -------------------- | -------------------------- | ---------- | ----------- | --------------------------------------- |
| 1. FC Kaiserslautern |                            | 2:0        | 2:2         | 3:1                                     |
| First Vienna FC 1894 | 3:0                        |            | 4:2         | 1:1                                     |
| RKC Waalwijk         | 1:1                        | 3:4        |             | 2:0                                     |
| FC Carl Zeiss Jena   | 1:3                        | 3:1        | 0:1         |                                         |

## Intertoto-Cup Sieger 1989
- FC Luzern
- Boldklubben 1903
- FC Swarovski Tirol
- Grasshopper Club Zürich
- Tatabányai Bányász SC
- Næstved IF
- Örebro SK
- Sparta Prag
- TJ Baník Ostrava OKD
- Örgryte IS
- 1. FC Kaiserslautern